# Тритантехм (сын Артабана)
Тритантехм — персидский военачальник и сатрап V века до н. э.

## Биография
Отцом Тритантехма был брат Дария I Артабан, пытавшийся отговорить царя от вторжения в Грецию.
Во время похода Ксеркса I Тритантехм был одним из шести главнокомандущих сухопутной персидской армии. От фракийского города Дориска на запад персы двинулись тремя корпусами. Тритантехм вместе с Гегисом возглавлял войско, которое направилось в глубь территории.
Когда от греческих перебежчиков стало известно, что наградой победителям Олимпийских игр служат оливковые венки, Тритантехм вслух выразил опасение за исход войны с таким народом. Ксеркс обвинил своего двоюродного брата в трусости.
Возможно, что этот Тритантехм был сатрапом Вавилонии, богатства которого описал Геродот. По свидетельству «отца истории», каждый день здесь собиралась полная артаба серебра дани. У Тритантехма кроме боевых коней было еще несколько тысяч других лошадей. А собак индийской породы было столько, что в обязанности населения четырех больших поселений входила только поставка пищи для них.